# Boris Sádecký
Boris Sádecký (20. dubna 1997 Trenčín – 3. listopadu 2021 Dornbirn) byl slovenský hokejový reprezentant, který hrával na pozici útočníka.
Sádecký byl odchovancem HK Dukla Trenčín a byl mládežnickým a juniorským reprezentantem Slovenska. Reprezentoval slovenskou reprezentaci do 18 let na Mistrovství světa v roce 2015 a slovenskou reprezentaci do 20 let na Mistrovství světa v letech 2016 a 2017. Ve slovenské hokejové extralize debutoval v sezóně 2015/16, kdy hrál za HK Orange 20. Následující sezónu debutoval v nadnárodní Kontinentální hokejové lize za Slovan Bratislava, kde svou premiéru absolvoval pod trenérem Milošem Říhem 2. prosince 2016 proti Novokuzněcku. Během sezóny 2017/18 odehrál v KHL 48 zápasů, proti Lokomotiv Jaroslavli vstřelil gól označovaný za gól sezóny KHL. V této sezóně odehrál svůj jediný zápas za Slovenské národní hokejové mužstvo. Následující tři roky hrál za Duklu Trenčín ve slovenské extralize.
Před sezónou 2021/22 podepsal smlouvu s účastníkem nadnárodní IceHL ligy Bratislava Capitals. V zápase 13. kola proti KAC Klagenfurt vstřelil svůj první hattrick a dopomohl tak týmu k vítězství 6:2. V následujícím zápase proti Dornbirner EC 29. října 2021 zkolaboval a byl převezen do nemocnice v Dornbirnu, kde 3. listopadu 2021 zemřel.

## Úspěchy
Dukla Trenčín
- Mistr Slovenska do 18 let: 2014/15[10]
- Mistr Slovenska do 20 let: 2013/14; 2014/15[11]
- Vice-mistr Slovenska: 2017/18[12]
- Gól sezóny 2019/20[13]

Slovan Bratislava
- Gól sezóny KHL 2017/18[13]